# Dynastia Miziołków
Dynastia Miziołków – książka dla dzieci autorstwa Joanny Olech. W 1993 roku była drukowana w odcinkach przez czasopismo „Świat Młodych” z ilustracjami Magdy Jasny. Wydana w 1994 roku przez Egmont z ilustracjami autorki, w serii małych kolorowych książeczek, szybko została zauważona przez czytelników i krytyków.
W 1995 roku otrzymała Nagrodę Literacką im. Kornela Makuszyńskiego, a rok później została nagrodzona w konkursie Dziecięcy Bestseller Roku. Po kilku latach Miziołki wydało Wydawnictwo Plac Słoneczny 4 z ilustracjami Pawła Pawlaka. W 2013 ukazało się ósme wydanie w Wydawnictwie Literatura. 
Funkcjonuje w podręcznikach, m.in. wydanych przez Nową Erę, WSiP oraz PWN. Powstała także wersja dla niewidomych, napisana alfabetem Braille’a.

## Kontynuacje
W 2002 roku ukazała się kolejna książka o przygodach rodziny – Trudne słówka. Niepoważny słowniczek rodziny Miziołków (reedycja 2008). Książka jest napisana w formie pamiętnika.
W 2022 r. ukazał się sequel książki pt. Miziołki wracają, czyli Kaszydło rządzi.

## Adaptacja
W roku 1997 planowano realizację serialu animowanego na podstawie książki (reż. Ireneusz Czesny, produkcja Studio Filmowe Anima-Pol). Nakręcony został jedynie odcinek pilotażowy.